# Ernst Hoffmann (Politiker, 1881)
Walter Ernst Hoffmann (* 27. November 1881 in Insterburg; † 8. April 1935 in Königsberg in Preußen) war ein deutscher Verwaltungsjurist und Politiker (DVP).

## Leben
Hoffmann besuchte das humanistische Gymnasium und studierte nach dem Abitur Rechtswissenschaften. Er schloss das Studium mit der Promotion zum Dr. jur. ab. Er wurde zunächst Gerichtsassessor und 1911 Magistratsassessor in Halle/Saale. 1912 wurde er zum Stadtrat in Thorn und 1916 zum Stadtrat in Königsberg (Preußen) gewählt. Dort war er Vorsitzender des Wahlkreisverbands der DVP.
1921 bis 1925 war er für die DVP und den Wahlkreis Königsberg-Stadt Mitglied im Provinziallandtag der Provinz Ostpreußen und wurde in den Provinzialausschuss gewählt. 1921 bis 1926 war er für die Arbeitsgemeinschaft (verschiedener bürgerlicher Parteien) stellvertretendes Mitglied des Preußischen Staatsrates.